# São João del-Rei
São João del-Rei é um município brasileiro no interior do estado de Minas Gerais, Região Sudeste do país. Sua população foi estimada em 94 062 habitantes em 2024. É a terceira cidade setecentista mais populosa do estado, atrás de Sabará, Barbacena Seu núcleo histórico dista apenas 15 km e 25 km, respectivamente, das também setecentistas e turísticas Tiradentes e Prados. É uma cidade fundamental na história de Minas Gerais e continua um polo regional no século XXI. Conhecida como cidade dos sinos, que tem várias linguagens dos sinos usados em épocas específicas, tombado pelo IPHAN em 30 de dezembro de 2009.

## História
Os vestígios mais antigos de ocupação europeia na região de São João del-Rei datam de 1696. Oficialmente elevada à condição de Vila em 8 de dezembro de 1713, há vestígios arqueológicos e historiográficos de ocupação humana que podem remeter ao período neolítico na região.
Antes da chegada dos sertanistas vicentinos e itanhaenses no final do século XVI, o sul da região das minas era habitado pelos puri. Esses indígenas viviam em uma sociedade baseada na caça, pesca e coleta de frutos, com uma forte conexão espiritual com a natureza. Eles mantinham uma cultura rica, marcada por rituais e danças, como retratado por Johann Baptist von Spix em sua obra "Dança dos Puris". Com a chegada dos europeus, os puris enfrentaram desestruturação social e perda de território.
A cidade tem suas raízes no antigo "Arraial Novo do Rio das Mortes". Em 1704, o paulista Lourenço Costa descobriu ouro no Ribeirão de São Francisco Xavier, ao norte da Serra do Lenheiro, o que levou à formação dos primeiros núcleos de povoamento. Pouco tempo depois, o português Manoel José de Barcelos encontrou mais ouro na encosta sul da Serra do Lenheiro, no Tijuco, formando o terceiro núcleo de povoamento. Esse assentamento deu origem ao "Arraial Novo de Nossa Senhora do Pilar" ou "Arraial Novo do Rio das Mortes". Como outros arraiais mineradores, o povoado surgiu em torno de uma capela dedicada a Nossa Senhora do Pilar.
As disputas pelo ouro culminaram na Guerra dos Emboabas (1707–1709), um conflito entre os paulistas e os "emboabas", imigrantes de outras regiões da colônia. Liderados por Manuel Nunes Viana, os emboabas venceram, garantindo o direito à exploração do ouro e à posse das terras. Neste contexto, criou-se também a Capitania de São Paulo e Minas de Ouro.
Em 1713, o arraial foi elevado à condição de vila, recebendo o nome de São João del-Rei em homenagem ao rei João V de Portugal. No ano seguinte, a vila tornou-se sede da Comarca do Rio das Mortes. Durante o século XVIII, a economia local foi sustentada pela escravidão, com destaque para a agricultura e a pecuária, o que permitiu seu crescimento, mesmo com o declínio da mineração após 1750.
No início do século XIX, São João del-Rei era um importante centro urbano em Minas Gerais. Em 1838, foi elevada à condição de cidade, contando com cerca de 1.600 casas.
No final do século XIX, a cidade se modernizou com a instalação da Estrada de Ferro Oeste de Minas em 1881 e da Companhia Industrial São Joanense de Fiação e Tecelagem em 1893. Apesar de cogitar-se a mudança da capital de Minas Gerais para São João del-Rei, a escolha recaiu sobre Curral del-Rei.
Apesar de perder importância econômica, São João del-Rei manteve seu charme colonial, sendo tombada pelo Serviço do Patrimônio Histórico e Artístico Nacional (Sphan) em 1938, preservando suas construções civis e religiosas de grande valor histórico.

## Geografia

### Circunscrição eclesiástica
São João del-Rei é sede da Diocese de São João del-Rei, criada em 1960 a partir do desmembramento da Arquidiocese de Mariana, da Arquidiocese de Juiz de Fora e da Diocese da Campanha. A diocese faz parte da Província Eclesiástica de Juiz de Fora, juntamente com a Diocese de Leopoldina e a Arquidiocese de Juiz de Fora.

### Divisão territorial

#### Bairros

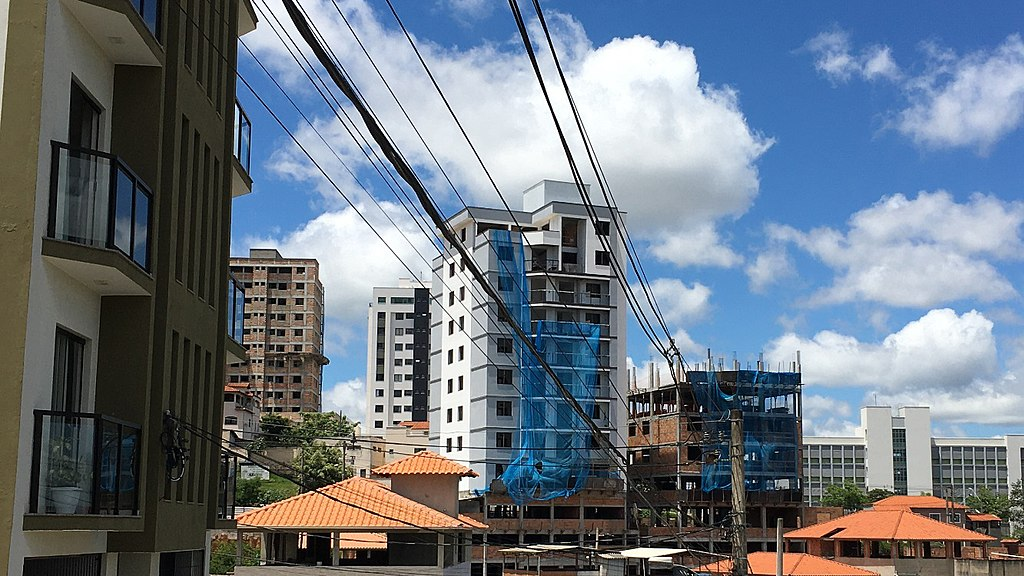
Vila Belizário - Bairro fora da Região histórica. Verticalização recente e acentuada.

O perímetro urbano de São João del-Rei é oficialmente dividido em oito bairros principais: Centro, Fábricas, Colônia do Marçal, Bonfim, Tijuco, Matosinhos, Senhor dos Montes e Jardim Central. O artigo 67, inciso C, da Lei Orgânica do Município estabelece que a divisão administrativa da cidade deve abranger bairros e distritos com mais de dez mil habitantes.
Além desses bairros oficiais, áreas de expansão recentes têm sido diferentemente nomeadas, como Vila Belizário e São Caetano, e vêm experimentando crescimento urbano expressivo, destacando-se pela recente verticalização e expansão imobiliária.

#### Distritos
O município é composto por seis distritos: São João del-Rei (sede), São Miguel do Cajuru, São Sebastião da Vitória, Rio das Mortes, São Gonçalo do Amarante e Emboabas.
Esses distritos, especialmente São Sebastião da Vitória e São Gonçalo do Amarante, têm desempenhado um papel relevante no desenvolvimento agrícola e turístico do município, com diversas atividades ligadas ao ecoturismo e à preservação de patrimônio histórico.

##### Evolução dos distritos
A organização distrital do município de São João del-Rei passou por diversas transformações ao longo dos séculos XIX e XX, acompanhando mudanças político-administrativas no âmbito estadual e municipal.
- Em 14 de julho de 1832, foram criados os distritos de Cajuru e Nossa Senhora da Conceição da Barra, confirmados pela Lei Estadual n.º 2, de 14 de setembro de 1891, e anexados a São João del-Rei.[21]

- Em 1848, o São José del-Rei (atual Tiradentes) foi suprimido pela Lei Provincial n.º 360, de 30 de setembro, e teve seu território incorporado a São João del-Rei. A restauração do município ocorreu em 20 de outubro de 1849 pela Lei n.º 452.[22]
- Pela Lei Provincial n.º 471, de 1º de junho de 1850, e pela Lei Estadual n.º 2/1891, foi criado o distrito de Nazaré.[21]

- Pela Lei Provincial n.º 669, de 28 de abril de 1854, e confirmada pela Lei Estadual n.º 2/1891, foi criado o distrito de Santa Rita do Rio Abaixo.[21]

- Pela Lei Provincial n.º 2.150, de 30 de outubro de 1875, foi criado o distrito de São Gonçalo do Ibituruna.[21]

- Pela Lei Provincial n.º 2.281, de 10 de julho de 1876, foi criado o distrito de Rio das Mortes.[21]

- Pela Lei Provincial n.º 3.199, de 23 de setembro de 1884, foi criado o distrito de São Francisco do Onça.[21]

- Pela Lei Municipal n.º 70, de 15 de janeiro de 1900, foi criado o distrito de Vitória.[21]

- Em 1923, a Lei Estadual n.º 843 criou o distrito de Caburu e promoveu diversas alterações toponímicas:
  - São Gonçalo do Ibituruna tornou-se Ibituruna, sendo este transferido para Bom Sucesso;
  - Nossa Senhora da Conceição da Barra passou a chamar-se Conceição da Barra;
  - Santa Rita do Rio Abaixo foi renomeada Ibitutinga.[21]

- Na divisão administrativa de 1933, o município possuía nove distritos: São João del-Rei, Caburu, Conceição da Barra, Ibitutinga, Nossa Senhora de Nazaré, Santo Antônio do Rio das Mortes, São Francisco de Assis do Onça, São Miguel e São Sebastião da Vitória.[21]

- O Decreto-lei Estadual n.º 148, de 17 de dezembro de 1938, alterou as seguintes denominações:
  - Ibitutinga voltou a ser Santa Rita do Rio Abaixo;
  - Nossa Senhora de Nazaré passou a ser Nazaré;
  - Santo Antônio do Rio das Mortes foi simplificado para Rio das Mortes;
  - São Francisco de Assis do Onça tornou-se Onça.[21]

- O Decreto-lei Estadual n.º 1.058, de 31 de dezembro de 1943, modificou os seguintes nomes:
  - Conceição da Barra foi renomeada Cassiterita;
  - Nazaré passou a chamar-se Nazareno;
  - Onça tornou-se Emboabas.[21]

- A Lei Estadual n.º 1.039, de 12 de dezembro de 1953, desmembrou do município o distrito de Nazareno, elevado à categoria de município.[21]

- A Lei Estadual n.º 2.764, de 30 de dezembro de 1962, criou os municípios de Cassiterita e Ritápolis, a partir do desmembramento dos distritos homônimos de São João del-Rei.[21]

- Em 11 de novembro de 1991, a Lei Municipal n.º 2.750 alterou o nome do distrito de Caburu para São Gonçalo do Amarante.[21]

#### Demografia
De acordo com o Censo IBGE 2021:
- População total: 90.897
- População urbana: 79.790
- População rural: 4.614
- Total de homens: 40.494
- Total de mulheres: 43.910
- IDH-M: 0,758
- PIB per capita: R$ 27.659,48
- Total de domicílios: 33.373
- Densidade populacional: 57,68 hab./km²

Os três maiores bairros em número de habitantes, segundo o Censo de 2010, são: Matosinhos (20.153), Tijuco (15.699) e Colônia do Marçal (9.986). Com o crescimento populacional e a expansão urbana, é possível que esses números tenham se modificado, principalmente em bairros com forte verticalização recente, como Matosinhos e Vila Belizário.

### Localização geográfica

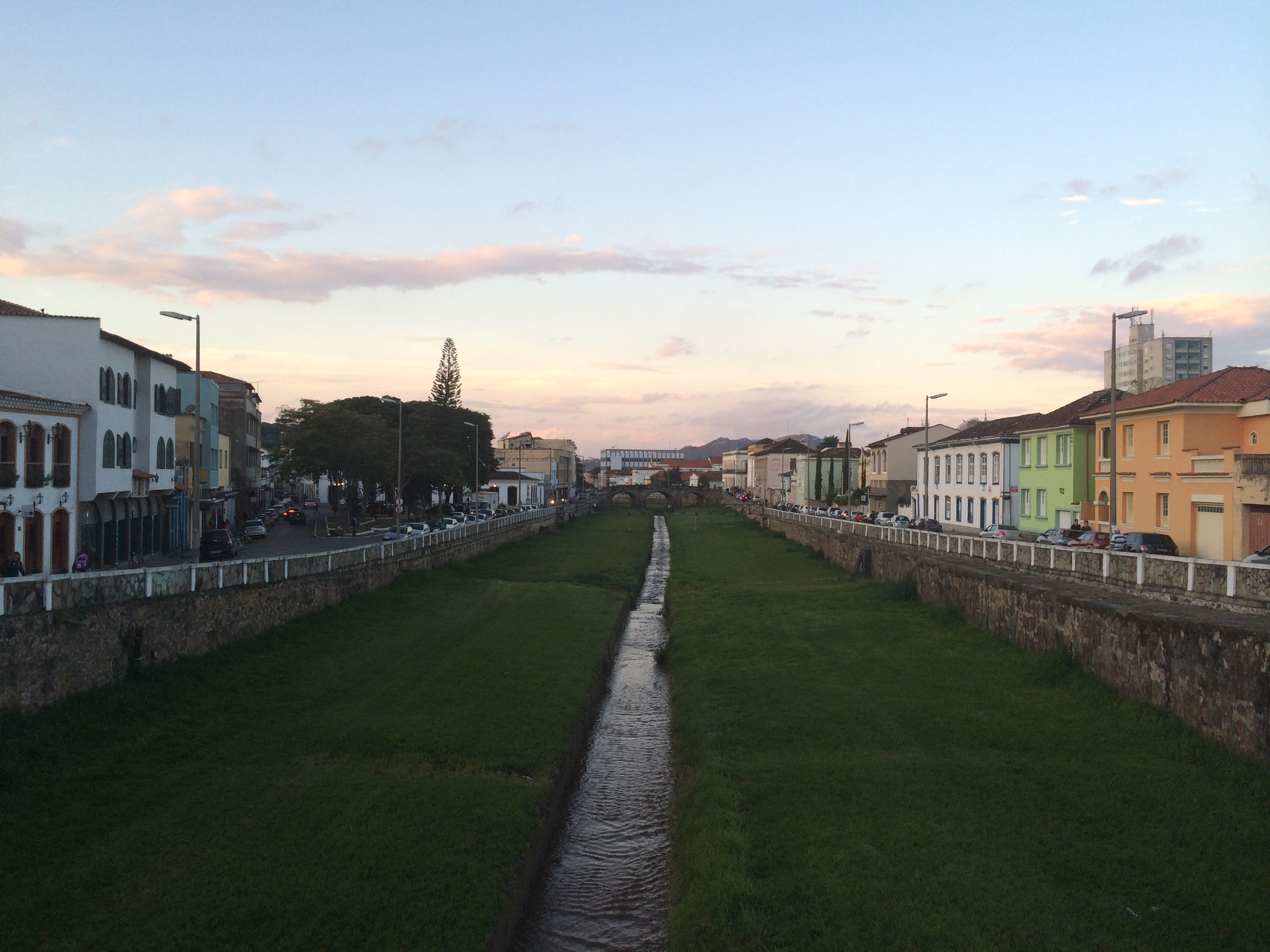
Córrego do Lenheiro no Centro Histórico de São João del-Rei

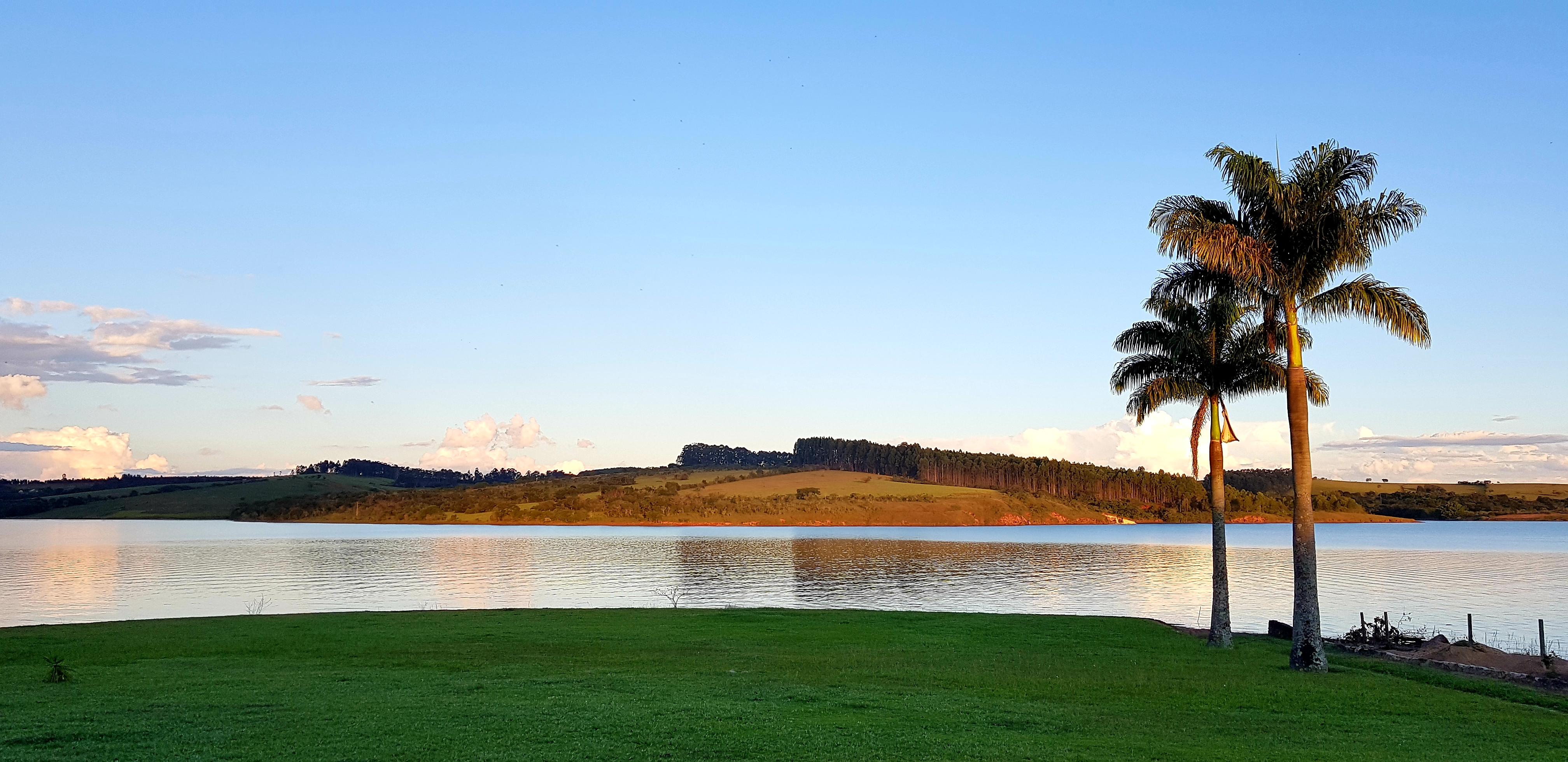
Represa de Camargos

O município de São João del-Rei está situado a 21º 08' 00" Sul (latitude) e 44º 15' 40" Oeste (longitude), na região sudeste do Brasil. Segundo a classificação geográfica atualizada do IBGE de 2017, São João del-Rei é o principal município da Região Geográfica Imediata de São João del-Rei, que por sua vez integra a Região Geográfica Intermediária de Barbacena.

### Hidrografia
O município está inserido na bacia do rio Grande, sendo o rio das Mortes o mais importante dos rios que atravessam São João del-Rei.
Além do rio das Mortes, São João del-Rei é cortada por diversos córregos e riachos que integram a bacia hidrográfica do rio Grande, contribuindo significativamente para o abastecimento de água, a irrigação agrícola e o equilíbrio ecológico da região. As margens desses cursos d'água abrigam áreas de preservação permanente, que desempenham papel essencial na conservação da biodiversidade local e na proteção contra erosão e assoreamento. O município também enfrenta desafios relacionados à poluição hídrica e à ocupação urbana desordenada, o que tem motivado ações conjuntas entre o poder público, universidades e organizações não governamentais para a recuperação ambiental de suas microbacias. A presença desses recursos hídricos torna São João del-Rei um ponto estratégico dentro da mesorregião do Campo das Vertentes, favorecendo tanto o desenvolvimento sustentável quanto a promoção do turismo ecológico e turismo cultural em meio ao Cerrado e à transição com a Mata Atlântica.
Principais riosRio Carandaí | Rio das Mortes Pequeno | Rio das Mortes | Rio Elvas | Rio Grande

### Relevo
A sede do município está localizada em um extenso vale, limitado ao leste pela Serra de São José e ao oeste pela Serra do Lenheiro, formando uma paisagem característica de montanhas e vales.
Principais formações rochosasSerra do Lenheiro | Serra de São José
Ponto culminanteO ponto mais alto do município é o Morro do Chapéu Pequeno, localizado no distrito de Emboabas, com uma altitude de 1.338 metros.

### Vegetação
O município apresenta uma rica diversidade ecológica, com áreas representativas dos biomas Mata Atlântica e Cerrado. Nas regiões de relevo mais elevado, como as serras do Lenheiro e de São José, predomina o cerrado de altitude, com campos limpos e áreas de araucárias a partir dos 1.100 metros.

### Fauna
A fauna local é composta por diversas espécies, com destaque para a rica avifauna. Entre as aves, são comuns o jacu e a arara (Aratinga leucophthalmus), além da vibrante saíra-dourado (Tangara cyanoventris). Entre os mamíferos, os macacos como o sauá (Callicebus personatus) e o sagui-de-tufo-preto (Callithrix penicillata) são frequentemente avistados, proporcionando uma atração especial ao turismo ecológico da região. A presença da rara suçuarana também é registrada, embora com pouca frequência.

### Clima
São João del-Rei possui um clima tropical de altitude, com verões quentes e úmidos e invernos secos e frescos. A média anual de temperatura é de 19 °C, caracterizando o clima como subtropical de altitude (Cwb), de acordo com a classificação de Köppen. Os dados climáticos do Instituto Nacional de Meteorologia (INMET), referentes aos períodos de 1961 a 1972, 1974 a 1984, 1986 a 1988, 1990 a 2003 e a partir de 2005, indicam que a temperatura mínima já registrada foi de 0,4 °C em 18 de julho de 2000, enquanto a máxima chegou a 37,8 °C em 3 de outubro de 2020. O maior acumulado de precipitação em 24 horas foi de 179 milímetros, registrado em 13 de fevereiro de 2020. Desde 2006, a maior rajada de vento alcançou 38,7 m/s (139,3 km/h) em 16 de novembro de 2008.
| Dados climatológicos para São João del-Rei | Dados climatológicos para São João del-Rei | Dados climatológicos para São João del-Rei | Dados climatológicos para São João del-Rei | Dados climatológicos para São João del-Rei | Dados climatológicos para São João del-Rei | Dados climatológicos para São João del-Rei | Dados climatológicos para São João del-Rei | Dados climatológicos para São João del-Rei | Dados climatológicos para São João del-Rei | Dados climatológicos para São João del-Rei | Dados climatológicos para São João del-Rei | Dados climatológicos para São João del-Rei | Dados climatológicos para São João del-Rei |
| Mês | Jan                                        | Fev                                        | Mar                                        | Abr                                        | Mai                                        | Jun                                        | Jul                                        | Ago                                        | Set                                        | Out                                        | Nov                                        | Dez                                        | Ano                                        |
| --- | ------------------------------------------ | ------------------------------------------ | ------------------------------------------ | ------------------------------------------ | ------------------------------------------ | ------------------------------------------ | ------------------------------------------ | ------------------------------------------ | ------------------------------------------ | ------------------------------------------ | ------------------------------------------ | ------------------------------------------ | ------------------------------------------ |
| Temperatura máxima recorde (°C) | 36,4                                       | 34,4                                       | 33,9                                       | 31,8                                       | 31,6                                       | 29,8                                       | 30,1                                       | 33,7                                       | 36,9                                       | 37,8                                       | 37,6                                       | 34,1                                       | 37,8                                       |
| Temperatura máxima média (°C) | 28,1                                       | 28,5                                       | 27,7                                       | 27,1                                       | 24,7                                       | 23,9                                       | 23,7                                       | 25,3                                       | 25,9                                       | 27                                         | 27                                         | 27,1                                       | 26,3                                       |
| Temperatura média compensada (°C) | 21,8                                       | 21,9                                       | 21,1                                       | 20                                         | 17,4                                       | 15,9                                       | 15,7                                       | 16,8                                       | 18,6                                       | 20,1                                       | 20,7                                       | 21,1                                       | 19,3                                       |
| Temperatura mínima média (°C) | 17,2                                       | 17,2                                       | 16,6                                       | 15,1                                       | 12,4                                       | 10,4                                       | 10,1                                       | 10,8                                       | 13,2                                       | 15                                         | 16,1                                       | 16,7                                       | 14,2                                       |
| Temperatura mínima recorde (°C) | 10                                         | 10,7                                       | 9,6                                        | 5                                          | 3                                          | 1                                          | 0,4                                        | 1,4                                        | 1,4                                        | 5,6                                        | 6,9                                        | 7,8                                        | 0,4                                        |
| Precipitação (mm) | 320,4                                      | 183,8                                      | 192,9                                      | 65,1                                       | 41                                         | 15,1                                       | 11,5                                       | 22,4                                       | 78,3                                       | 129,2                                      | 195,5                                      | 326,8                                      | 1 582                                      |
| Dias com precipitação (≥ 1 mm) | 17                                         | 12                                         | 11                                         | 6                                          | 4                                          | 2                                          | 2                                          | 3                                          | 6                                          | 9                                          | 13                                         | 18                                         | 103                                        |
| Umidade relativa compensada (%) | 77                                         | 75,2                                       | 77,1                                       | 75,9                                       | 75,8                                       | 74,1                                       | 71,1                                       | 66,9                                       | 69,3                                       | 70,9                                       | 74,3                                       | 77,3                                       | 73,7                                       |
| Insolação (h) | 171,1                                      | 168,6                                      | 155,3                                      | 185,7                                      | 174                                        | 155,2                                      | 190,8                                      | 182,3                                      | 149,3                                      | 164,7                                      | 153,8                                      | 126,5                                      | 1 977,3                                    |
| Fonte: Instituto Nacional de Meteorologia (normal climatológica de 1981-2010; recordes de temperatura: 01/01/1961 a 31/05/1972, 11/03/1974 a 31/12/1984, 01/01/1986 a 31/12/1988, 01/01/1990 a 31/05/2003 e 01/04/2005-presente) |                                            |                                            |                                            |                                            |                                            |                                            |                                            |                                            |                                            |                                            |                                            |                                            |                                            |

## Política e administração

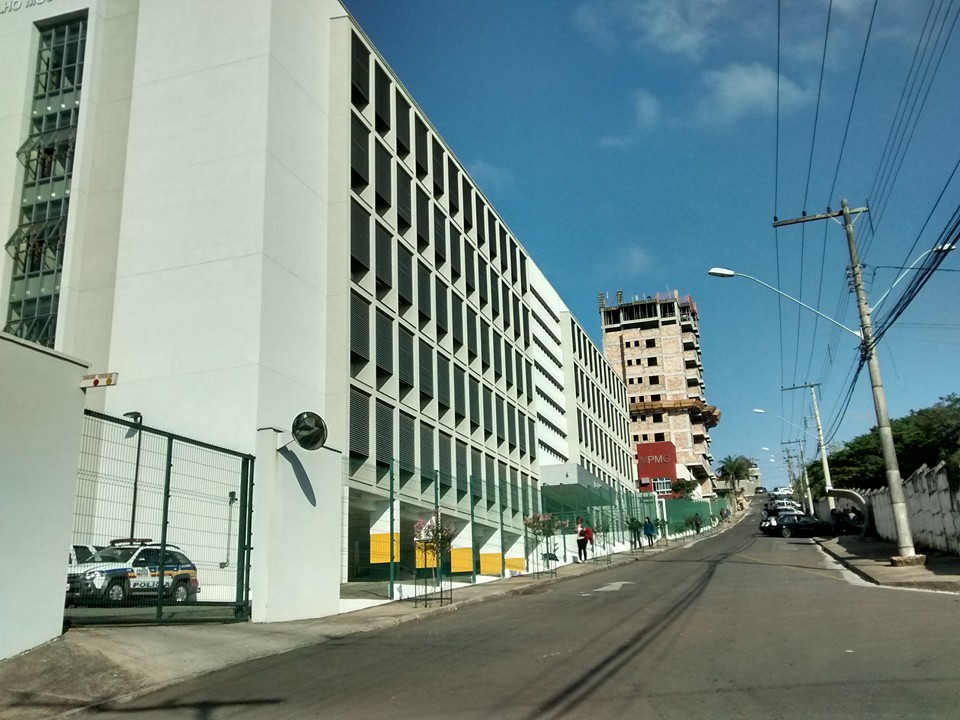
Fórum em primeiro plano e o edifício do Ministério Público de Minas Gerais em vermelho mais ao fundo.

### Poder Legislativo
A Câmara Municipal de São João del-Rei é composta por 13 vereadores, responsáveis pela elaboração de leis municipais, fiscalização do Executivo e discussão das políticas públicas da cidade.

### Poder Executivo
O Poder Executivo de São João del-Rei é exercido pelo prefeito, auxiliado pelos secretários municipais, responsáveis pela gestão e execução das políticas públicas.

### Justiça

#### Ministério Público
São João del-Rei sedia a Promotoria de Justiça do Ministério Público do Estado de Minas Gerais (MPMG), que atua na defesa da ordem jurídica e dos direitos sociais no âmbito estadual. No plano federal, a cidade também abriga a Procuradoria da República no Município de São João del-Rei, vinculada ao Ministério Público Federal (MPF).

#### Polícia Judiciária
A cidade é sede da 3ª Delegacia Regional da Polícia Civil, responsável pela investigação de crimes e atuação no âmbito do processo penal.

#### Polícia Militar
O município conta com o 38º Batalhão da Polícia Militar, encarregado do policiamento ostensivo e da preservação da ordem pública. Além disso, há uma unidade da Polícia Militar Rodoviária e Ambiental, vinculada à 13ª Companhia de Polícia Militar de Meio Ambiente (PM MAmb), com sede em Barbacena.

#### Polícia Penal
O Presídio de São João del-Rei integra a 13ª Região Integrada de Segurança Pública (RISP), subordinada ao Departamento Penitenciário da Secretaria de Estado de Justiça e Segurança Pública de Minas Gerais (SEJUSP-MG), sendo responsável pela custódia de presos e execução penal na região.

### Poder Judiciário

#### Justiça Estadual
No âmbito estadual, a cidade abriga o fórum da Comarca de São João del-Rei, que exerce jurisdição sobre a cidade e municípios vizinhos, sendo responsável pelo julgamento de causas cíveis, criminais e da área de família.

#### Justiça Federal

##### Justiça Comum
A cidade também conta com a Subseção Judiciária de São João del-Rei, inicialmente vinculada ao Tribunal Regional Federal da 1.ª Região (TRF-1), mas transferida para o Tribunal Regional Federal da 6.ª Região (TRF-6), com competência sobre o estado de Minas Gerais.

##### Justiça do Trabalho
São João del-Rei sedia uma Vara do Trabalho, pertencente ao Tribunal Regional do Trabalho da 3.ª Região (TRT-3), que atende aos casos de direito trabalhista na região, garantindo os direitos dos trabalhadores e empregadores.

## Economia

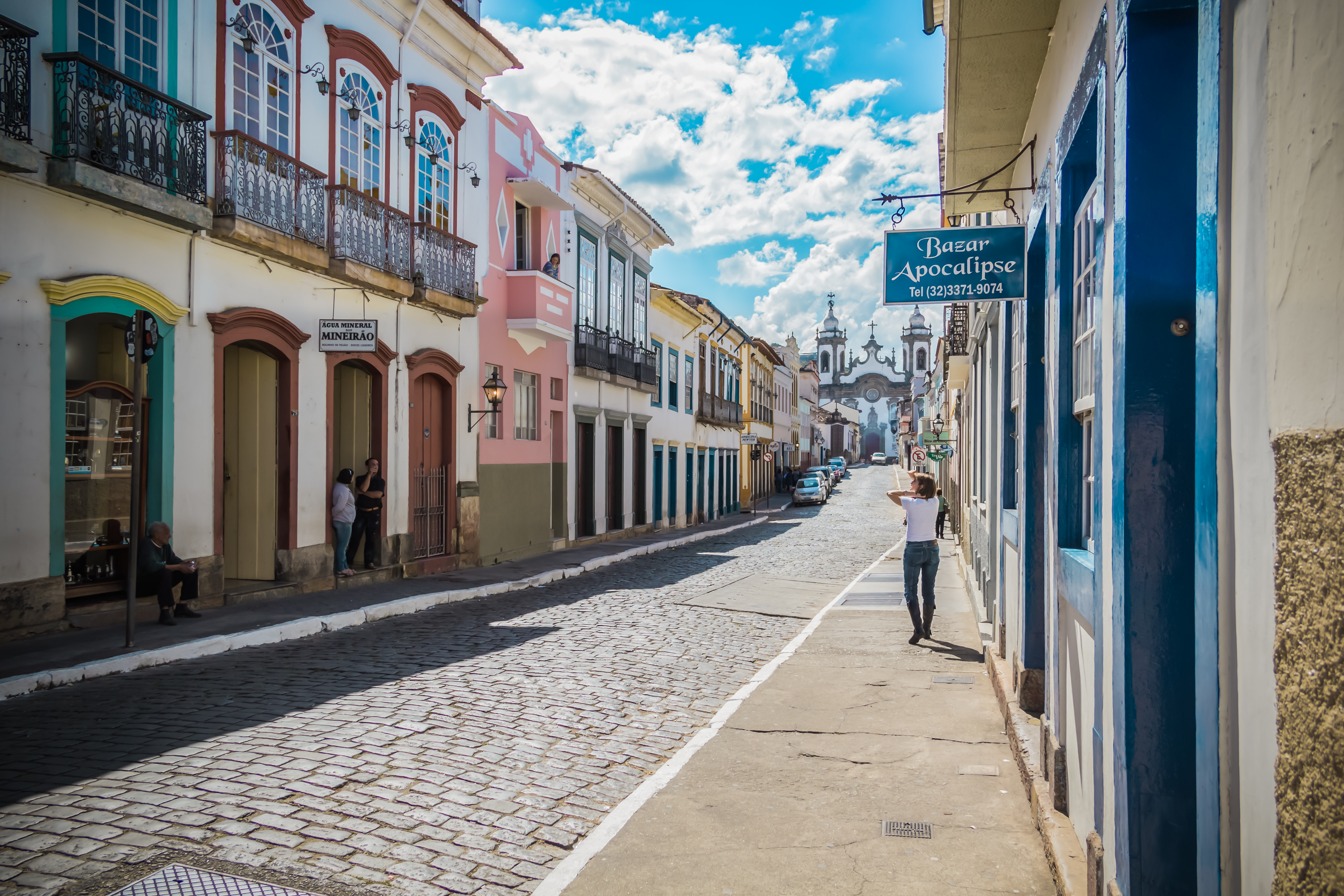
Estabelecimentos comerciais no Centro Histórico

### Agricultura
São João del-Rei se destaca em termos de produção agrícola, tendo em vista a enorme área do município. Para dar suporte ao produtor rural, foi fundada, em 2003, no campus Ctan da Universidade Federal de São João del-Rei, a Fazenda Experimental Risoleta Neves da Empresa de Pesquisa Agropecuária de Minas Gerais.

### Indústria
A cidade possui importantes empresas nas áreas de têxteis, metalurgia, alimentícia, entre outras, sendo então um dos principais polos industriais do Campo das Vertentes. Estão localizadas na cidade multinacionais como a Bozel Brasil S/A, que foi adquirida pela Japan Metals & Chemicals (JMC), e a LSM Brasil S/A (Antiga Fluminense).

### Comércio
O comércio é um dos grandes geradores de emprego e renda, pois se consolidou como um dos atrativos que fazem de São João del-Rei uma cidade-polo. A cidade possui grande variedade de lojas de vários setores.

## Estrutura urbana

### Educação

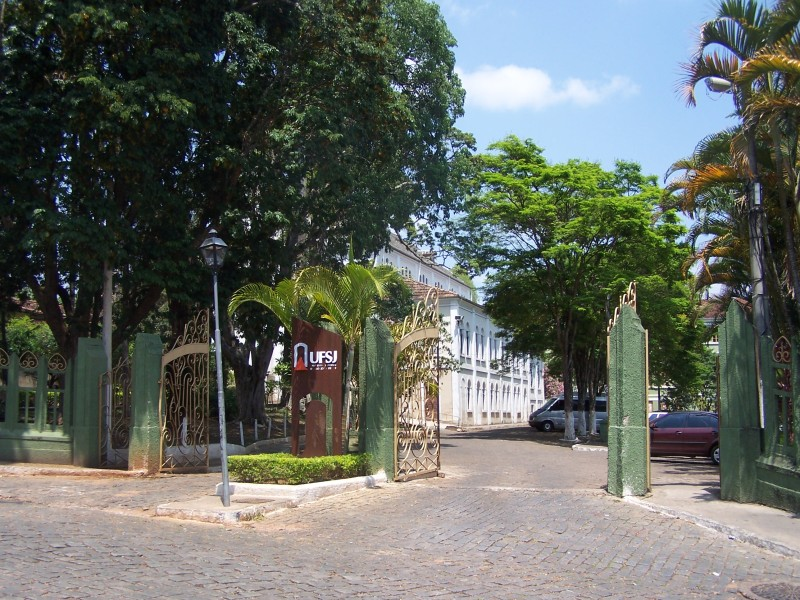
Portaria do campus Santo Antônio da Universidade Federal de São João del-Rei

São João del-Rei é um importante centro educacional da região, contando com diversas instituições de ensino em todos os níveis e modalidades. O município é sede da 34ª Superintendência Regional de Ensino (SRE), órgão da Secretaria de Estado de Educação de Minas Gerais, que abrange 19 municípios da microrregião.
A cidade possui um número significativo de escolas públicas e privadas, desde a educação infantil até o ensino médio. Entre as principais instituições, destacam-se o Sistema Municipal de Educação, o Colégio Tiradentes da PMMG e o campus do Instituto Federal do Sudeste de Minas, que também oferece ensino médio.
No ensino superior, a Universidade Federal de São João del-Rei (UFSJ) é a principal instituição da cidade. Outras instituições incluem o Centro Universitário Presidente Tancredo Neves (UNIPTAN), o campus de São João del-Rei do Instituto Federal do Sudeste de Minas Gerais e polos de ensino a distância de universidades como a Universidade Aberta do Brasil, UNINTER, Universidade Paulista (UNIP), Universidade do Sul de Santa Catarina (UNISUL) e Universidade Católica de Brasília (UCB).

#### UFSJ
A UFSJ é uma universidade pública federal, criada pela Lei nº 7.555, de 28 de dezembro de 1986, como Fundação de Ensino Superior de São João del-Rei (FUNREI). A universidade surgiu a partir da federalização da Faculdade Dom Bosco de Filosofia, Ciências e Letras, criada pelo Decreto Federal nº 34.392, de 1953, e da Fundação Municipal de São João del-Rei, que mantinha a Faculdade de Ciências Econômicas, Administrativas e Contábeis (FACEAC) e a Faculdade de Engenharia Industrial (FAEIN). A FUNREI foi transformada em universidade em 2002 pela Lei nº 10.425, recebendo a denominação atual, UFSJ.

#### UNIPTAN
O UNIPTAN, fundado em 16 de junho de 1999 como Instituto de Ensino Superior Presidente Tancredo Neves, foi elevado à categoria de Centro Universitário em 26 de julho de 2017.

### Saúde

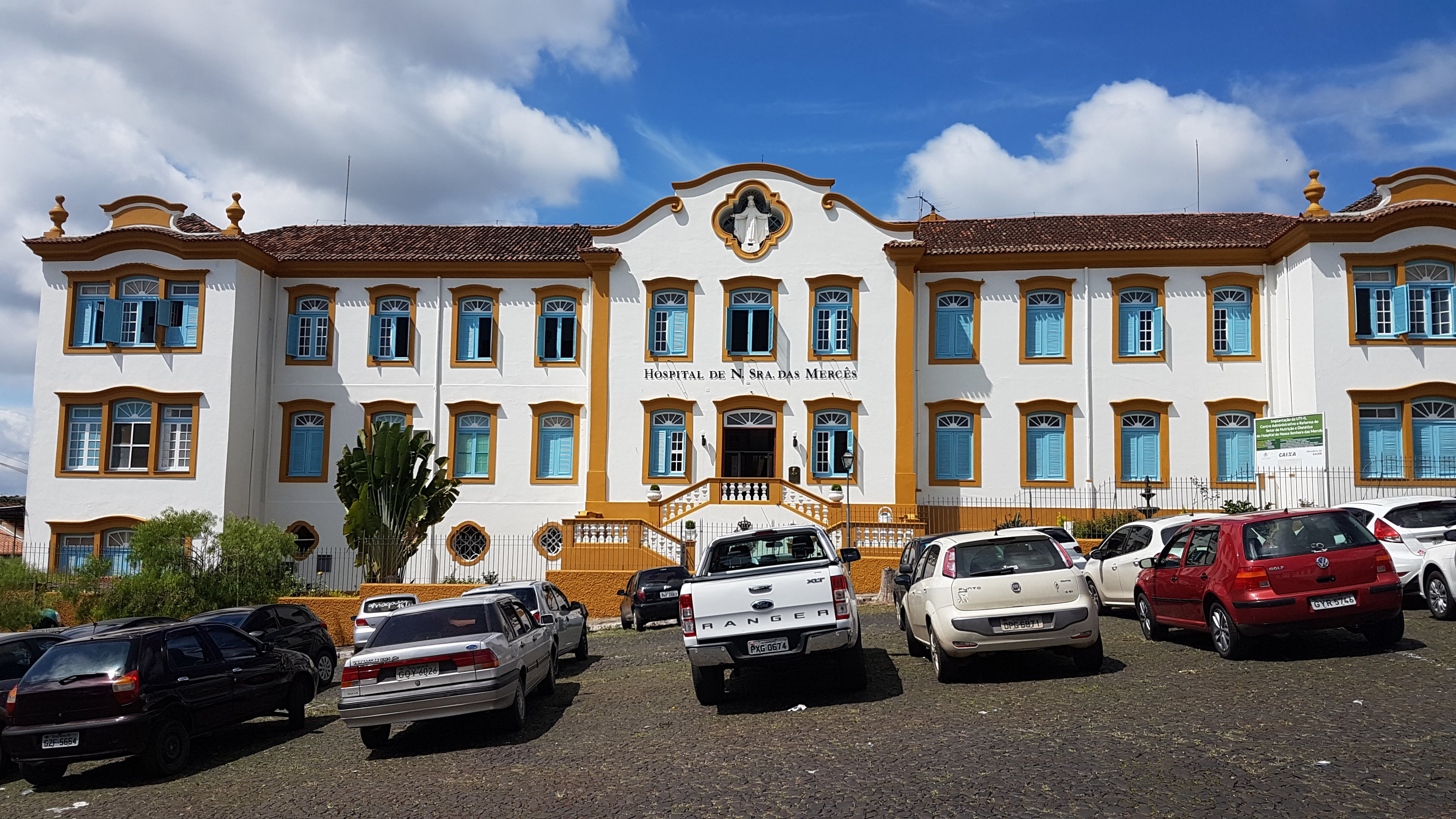
Hospital Nossa Senhora das Mercês

São João del-Rei possui Gestão Plena do Sistema Municipal de Saúde, sendo o município polo microrregional de saúde. Na cidade está sediada a Gerência Regional de Saúde (GRS), órgão da Secretaria de Estado de Saúde de Minas Gerais. O município oferece uma rede de postos de saúde e Unidades Básicas de Saúde (UBS), além de mais de dez unidades do PSF.
A atenção de urgência e emergência é prestada na UPA 24h Antônio Andrade Reis Filho. A cidade também conta com uma unidade regional do SAMU, que atende São João del-Rei e municípios vizinhos.
Outros serviços de saúde disponíveis incluem a Farmácia Popular do Brasil, o Centro Viva Vida, o Centro de Testagem e Aconselhamento (CTA), a Clínica Municipal Especializada da Mulher e da Criança (Núcleo Materno-Infantil), a Rede Viva Vida e o Centro de Atenção Psicossocial (CAPS).

### Transportes

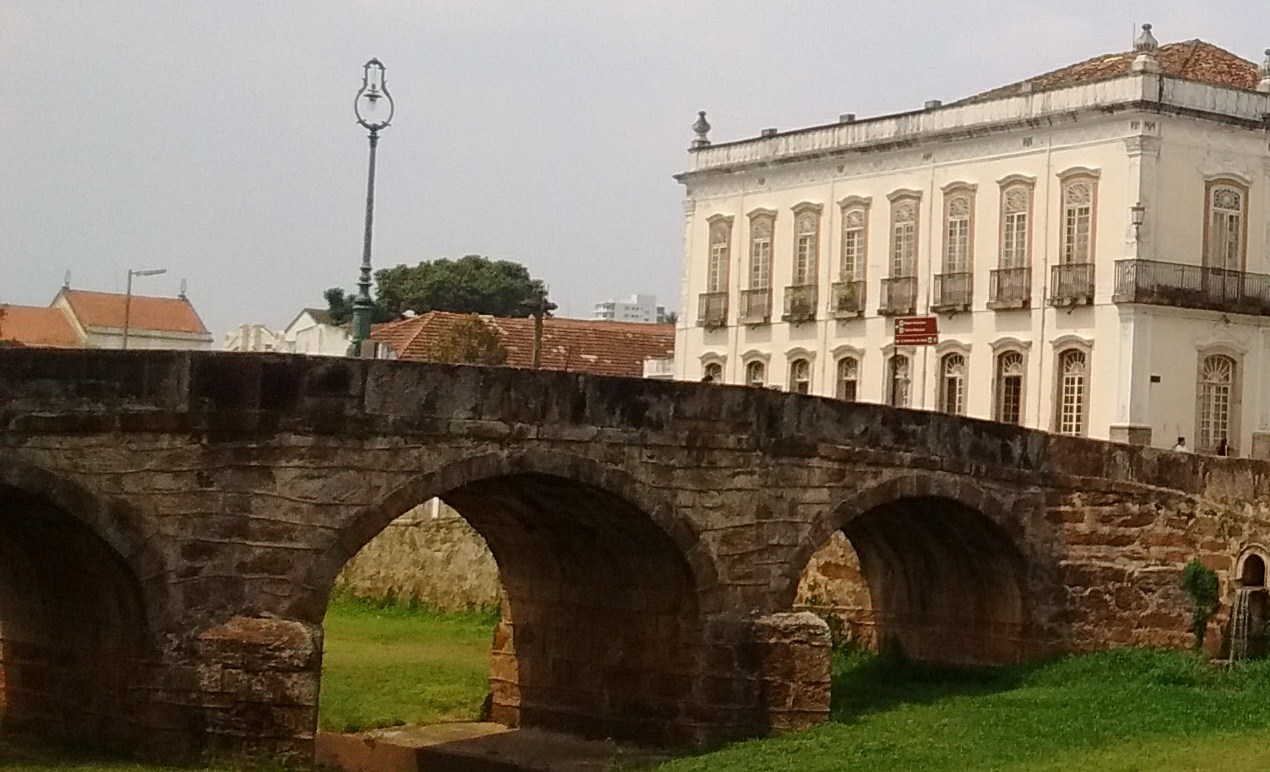
Ponte da Cadeia no centro histórico da cidade

O sistema de transporte coletivo urbano de São João del-Rei é operado pela empresa Viação Presidente, que administra as linhas de ônibus na sede e nos distritos do município. A frota é composta por veículos com idade média de seis anos, muitos dos quais são equipados com elevadores para cadeirantes, câmeras de segurança e bilhetagem eletrônica. Diariamente, cerca de 15 mil pessoas utilizam o transporte coletivo. A cidade conta com cerca de 20 linhas urbanas regulares, interligando diferentes regiões.
Além disso, a viação presidente também oferece transporte entre a sede e os distritos de São Gonçalo do Amarante, São Sebastião da Vitória e São Miguel do Cajuru respectivamente.
A Viação Útil opera linhas de ônibus intermunicipais, ligando São João del-Rei a cidades históricas como Mariana e Ouro Preto, além de outras regiões de Minas Gerais e São Paulo.
No transporte ferroviário, São João del-Rei se conecta a Tiradentes através da maria fumaça, uma locomotiva a vapor que percorre uma via férrea de quase 12 quilômetros, preservada desde 1984 e tombada pelo Instituto do Patrimônio Histórico e Artístico Nacional (IPHAN). A linha turística é operada pela Ferrovia Centro-Atlântica (FCA), responsável pela concessão de parte da malha da extinta Rede Ferroviária Federal (RFFSA).
O aeroporto de São João del-Rei é o principal da região Campos das Vertentes, sendo administrado pela empresa Socicam, contratada pela Prefeitura Municipal. Há negociações para que a estrutura seja assumida pela Infraero. No passado, a TRIP Linhas Aéreas operava voos para destinos como Belo Horizonte, Rio de Janeiro e outras cidades brasileiras, com conexões para diversas regiões do país.

## Cultura

### Museus

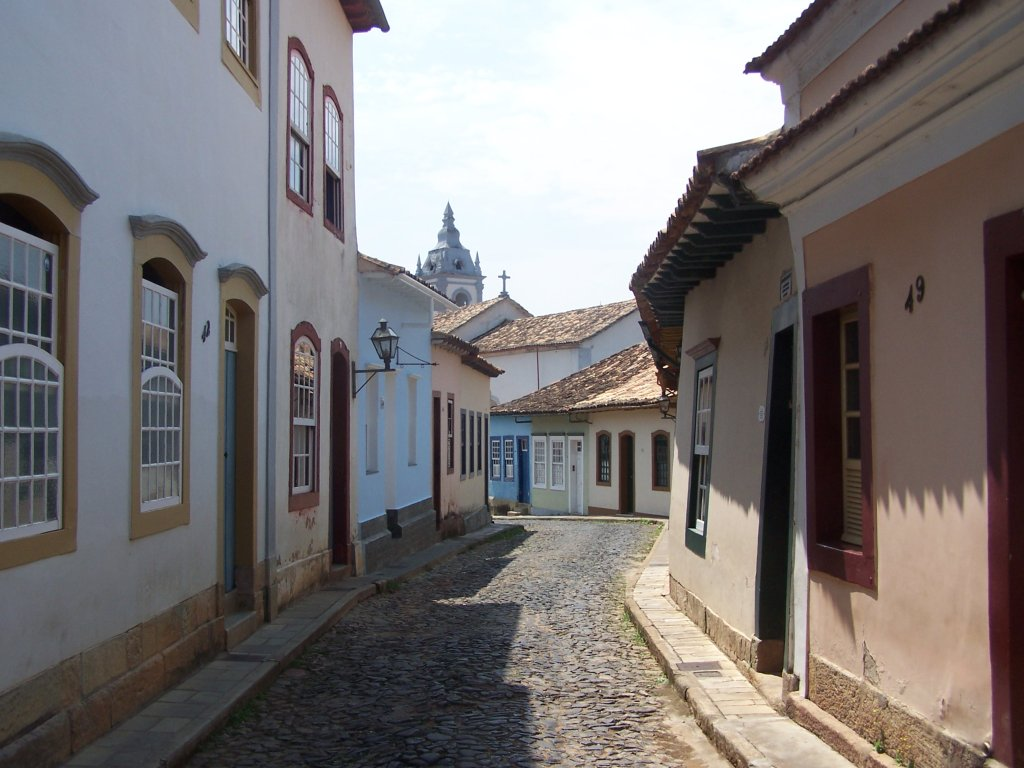
Rua Santo Antônio, caminho dos bandeirantes e conhecida como a "Rua das Casas Tortas"

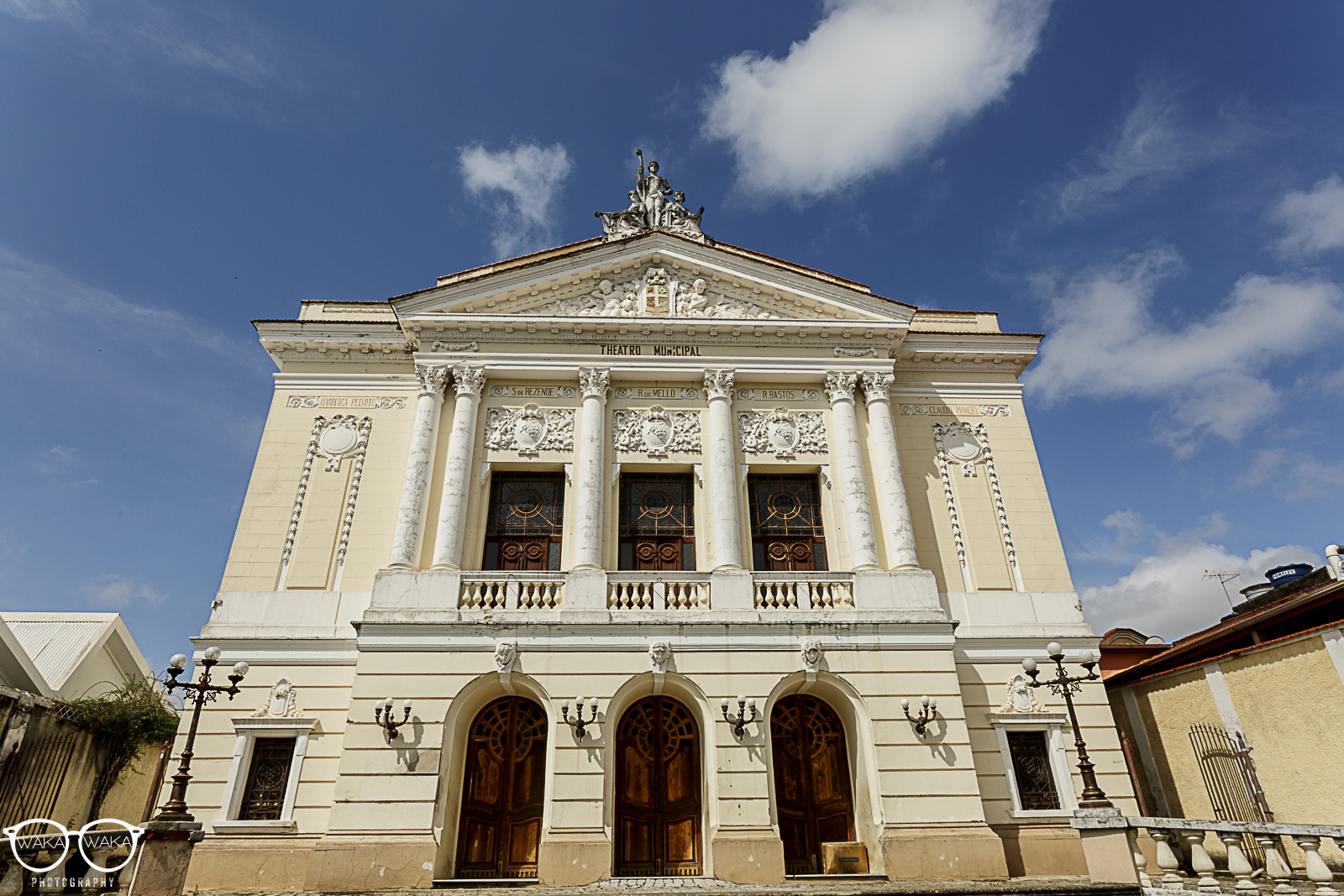
Teatro Municipal

Entre os museus há o Memorial Tancredo Neves, um museu criado em 8 de dezembro de 1990 que tem a responsabilidade de preservar e disponibilizar ao público o acervo referente à memória do ex-presidente Tancredo Neves.
Há também o Museu Regional de São João del-Rei, o Museu de Arte Sacra, o Memorial Cardeal Dom Lucas Moreira Neves, o Museu Municipal Tomé Portes del-Rei, o Museu dos Sinos e o Museu do Barro.

### Biblioteca
No município há a mais antiga biblioteca pública de Minas Gerais, a Biblioteca Municipal "Baptista Caetano d'Almeida", hoje situada na praça Frei Orlando, 90, no centro da cidade.

### Patrimônio natural
- A Serra do Lenheiro é uma importante formação de quartzito localizada a noroeste da cidade de São João del-Rei, em Minas Gerais, Brasil. Está localizada a noroeste da cidade.[36] Caracteriza-se por ser um complexo de elevações e vales que compõem um conjunto paisagístico natural e cultural.[37]
- A Pedra Ramalhuda é um complexo arqueológico natural de grande importância, localizado na zona rural de São João del-Rei, no distrito de São Gonçalo do Amarante, popularmente conhecido como Caburu, em Minas Gerais, Brasil.[38] Trata-se de um afloramento granítico que tem sido objeto de estudo para explorar suas diversas dimensões: cultural, arqueológica e turística.[39] O sítio é considerado um potencial monumento megalítico, apresentando características que o tornam comparável a importantes estruturas globais como Stonehenge na Inglaterra e o sítio arqueológico de Calçoene no Amapá, Brasil.[40] Sua relevância é destacada pelo seu valor paisagístico, potencial arqueoastronômico e sua profunda significância espiritual para as comunidades locais.[41]

### Patrimônio histórico

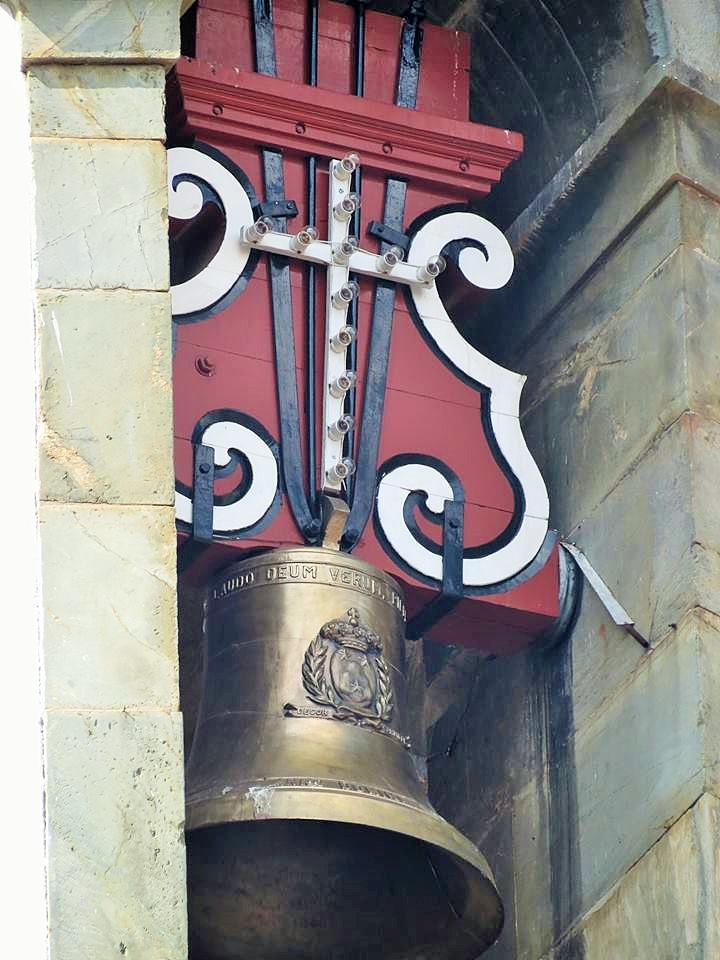
Sino da Igreja da Ordem Terceira de Nossa Senhora do Monte Carmelo

A cidade de São João del-Rei possui vasta herança patrimonial, tanto de "pedra e cal" quanto bens intangíveis. São importantes entre outros os seguintes monumentos:
- Catedral Basílica de Nossa Senhora do Pilar
- Fortim dos Emboabas
- Igreja de Nossa Senhora do Carmo
- Igreja de São Francisco de Assis
- Paço Municipal de São João del-Rei
- Teatro Municipal
- Biblioteca Municipal "Baptista Caetano d'Almeida"
- Museu de Arte Sacra
- Solar da Baronesa
- Igreja Matriz do Senhor Bom Jesus do Monte (Senhor dos Montes)
- Igreja de Nossa Senhora das Mercês
- Estrada de Ferro Oeste de Minas e Estação Ferroviária de São João del-Rei [42]

### Patrimônio cultural
A Orquestra Lira Sanjoanense, a mais antiga orquestra da América ainda em atividade, preserva um importante arquivo musical e apresenta-se regularmente nas funções das irmandades do Rosário, Mercês e Nossa Senhora da Boa Morte da Paróquia de Nossa Senhora do Pilar.

### Dialeto local
Segundo o Esboço de um Atlas Linguístico de Minas Gerais (EALMG), realizado pela UFJF em 1977, o dialeto local é o mineiro.

### Personalidades ilustres
- Ver Biografias de são-joanenses notórios

## Esportes
A cidade é sede do Athletic Club, que joga no Campeonato Mineiro. O time foi campeão do interior 2022 e 2023 e da Recopa Mineira 2023.
Também sedia o Figueirense Esporte Clube, campeão da Copa TV Panorama de Futebol Regional em 2003.